# Rovišće
 Rovišće  è un comune della Croazia di 5 262 abitanti della regione di Bjelovar e della Bilogora.